# Veľký Studený potok
Veľký Studený potok je potok ve Veľké Studené dolině ve Vysokých Tatrách na Slovensku. Protéká okresem Poprad. Je to pravá zdrojnice Studeného potoka. Je dlouhý 6 km.

## Průběh toku
Odtéká z Ľadového plesa Zbojníckého v nadmořské výšce přibližně 2056 m. Teče na východojihovýchod přibližně 6 km dlouhou Veľkou Studenou dolinou, přičemž překonává stupňovité skalní prahy a přitom vytváří vodopády. V místě vyústění Malé Studené doliny do Veľké Studené doliny, na Starolesnianské poľaně, v nadmořské výšce 1285,3 m se spojuje s Malým Studeným potokem a vytváří Studený potok.

### Přítoky
- zprava
  - Zbojnícky potok (přítok Veľkého Studeného potoka) odtékající z Pustého plesa
  - přítoky (5) ze severního a severozápadního svahu Slavkovského štítu (2452,4 m),
- zleva
  - přítok od Jevorového štítu
  - Sivý potok odtékající ze Sivých ples
  - Studený potôčik odtékající ze Studených ples
  - Strelecký potok odtékající ze Streleckých ples
  - přítoky (6) zpod Prostredného hrebenu.